# 1993 en informatique
1992 en informatique - 1993 - 1994 en informatique
Cet article présente les principaux évènements de 1993 dans le domaine informatique.

## Monde
- 15 mars : Annonce de NCSA Mosaic, le navigateur web qui lance la popularisation du World Wide Web.
- Mars : fondation du projet de distribution de logiciels libres NetBSD.
- Juillet : fondation du projet de distribution de logiciels libres Slackware GNU/Linux.
- Août : fondation du projet de distribution de logiciels libres Debian GNU/Linux.
- Novembre : fondation du projet de distribution de logiciels libres FreeBSD.
- Intel crée la marque Pentium pour la sortie de son premier microprocesseur d'architecture Intel P5.
- Le premier Prix Gödel est attribué à  László Babai, Shlomo Moran, Shafi Goldwasser, Silvio Micali et Charles Rackoff[1].
- Le prix Turing est attribué à Juris Hartmanis et Richard Stearns, pour leurs travaux sur la théorie de la complexité (informatique théorique).

## Europe / France
- Juillet : rapprochement entre la CGI Informatique et IBM.